# Mariano Goybet
 (mars 2017).
Pour les autres membres de la famille, voir Famille Goybet.
Mariano Goybet (de son vrai nom Mariano Francisco Julio Goybet), né le 17 août 1861 à Saragosse en Espagne et mort le 29 septembre 1943 à Yenne en Savoie, est un général français . Il dirige la 157e Red Hand Division (Division main rouge) lors de la Première Guerre mondiale et prend la ville de Damas en 1920 après la Bataille de Khan Mayssaloun.

## Famille
Mariano Goybet est un membre de la famille Goybet. Il est le fils de Pierre-Jules Goybet (1823-1912) et Marie Bravais, nièce du physicien Auguste Bravais. Sa grand-mère paternelle, Louise de Montgolfier, est la petite-nièce des inventeurs Joseph de Montgolfier et Jacques-Étienne Montgolfier.
Il épouse le 1er juillet 1887 Marguerite Lespieau (1868-1963), fille du général Théodore Lespieau (1829-1911) dont il aura quatre enfants : Claire née en 1896 et trois fils : Pierre Goybet (1887-1963), contre-amiral et deux autres fils Adrien et Frédéric morts pour la France durant la grande guerre.

## Enfance
Mariano Goybet naît à Saragosse le 17 août 1861. Il est baptisé à Notre Dame del Pilar. Il étudie près de Saint-Jean, à Écully et au grand lycée de Lyon où il est reçu au baccalauréat avec la mention bien. Il est reçu en 1882 aux Chartreux de Lyon.

## Carrière militaire

### Premières années de service

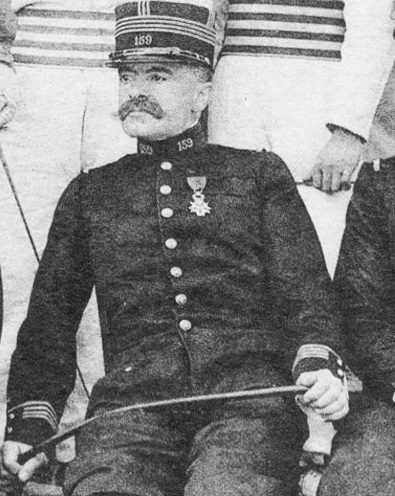
Le chef de bataillon Goybet au, 1906.

Engagé le 27 octobre 1882, il est élève à l'École spéciale militaire de Saint-Cyr jusqu'en 1884, date à laquelle il sort 21e du corps de l'infanterie. Il est promu sous-lieutenant en 1884 et est affecté au 2e régiment de tirailleurs algériens.
Il est ensuite nommé lieutenant en 1888 au 140e régiment d'infanterie de ligne, à Grenoble, puis reçu à l'École de guerre, d'où il sort en 1892 avec la mention « très bien ». Il est employé à l'état-major de la 27e division d'infanterie. Promu capitaine en 1893, il est nommé en 1896 officier d'ordonnance du général Zédé, gouverneur militaire de Lyon.
Il fait ensuite son stage de commandant de compagnie en 1899 au 99e régiment d'infanterie à Lyon et à Gap. Après un passage à l'état-major du gouvernement de Briançon, il est promu  en 1904 chef de bataillon au 159e régiment d'infanterie. En décembre 1907, il prend le commandement du 30e bataillon de chasseurs alpins, poste qu'il conserve jusqu'à sa nomination au grade de lieutenant-colonel en 1911.

### Première Guerre mondiale
Au déclenchement de la guerre en août 1914, le lieutenant-colonel Goybet et le groupe alpin qu'il commande (30e bataillon de chasseurs alpins et 1re batterie du 1er régiment d'artillerie de montagne) sont affectés au front des Vosges. Les premiers combats en Alsace sont victorieux : Satel de Munster - Reichsacker-Kopf  (14 août), Gunsbach (19 août), Logelbach (22 août), prise du convoi d'une division d'infanterie bavaroise au col de Mandray (24 août). Placé à la tête du 152e régiment d'infanterie, il remporte de nouveaux succès en Alsace : Gunsbach (29 août), Reichsacker-Kopf (3 septembre), puis dans les Vosges, au nord de Saint-Dié (Ormont et Spitzemberg, les 11 et 17 septembre). Il est alors cité à l'ordre de l'armée.
Il est promu au grade de colonel le 1er novembre 1914 et reçoit le commandement de la 81e brigade (152e régiment d'infanterie, 5e et 15e bataillon de chasseurs à pied (BCP). Il est de nouveau affecté en Alsace, dans la vallée de Thann. Ses troupes prennent Steinbach (25 décembre 1914 au 3 janvier 1915)
Le colonel Goybet passe toute l'année 1915 à combattre au Hartmannswillerkopf, au Hilsenfirst et au Linge. Il est blessé deux fois : à l'Hartmannsweilerskopf en avril, où il fut soigné à l'ambulance de Moosch, et en décembre, où il fut évacué sur l'intérieur. À peine guéri, en mars 1915, le colonel Goybet rejoint le 98e régiment d'infanterie (qui appartient à la 50e brigade de la 25e division d'infanterie) devant Verdun.
À l'automne, sa division est transportée dans le nord où se déroule la bataille de la Somme. Le colonel Goybet est nommé au commandement de la 50e brigade (attaques de Chaulnes et de Pressoir, les 9 et 10 novembre). Il est à nouveau cité à l'ordre de l'armée, par le général Pétain.
Au début de 1917, à la réorganisation de l'infanterie, il prend le commandement de la  25e division d'infanterie (16e, 98e et 105e régiment d'infanterie de ligne). Il occupe le secteur de Plessis-de-Roye-Lassigny. Au moment du recul stratégique de l'ennemi, il mène des opérations de poursuite jusqu'au canal Crozat (16 au 23 mars 1917), puis devant Saint-Quentin (3 au 17 avril). Au mois d'août, sa division prend part à la deuxième bataille de Verdun. Le 20, ses hommes s'emparent des bois d'Avocourt après de violents combats.

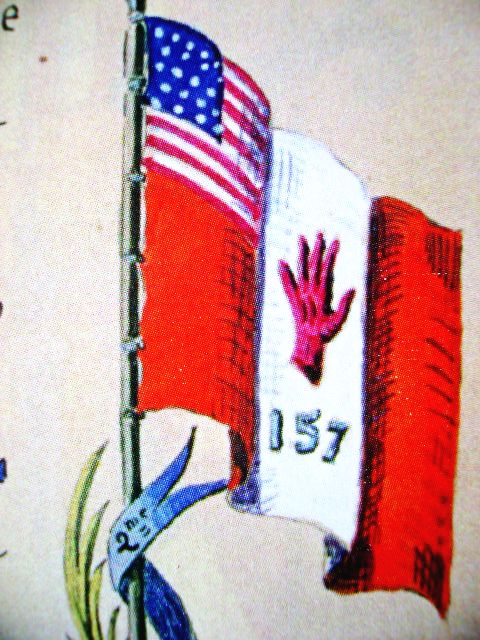
Red Hand Division.

Après un court séjour dans la forêt d'Argonne, sa division occupe le secteur des Bezonvaux où elle repousse des contre-attaques allemandes presque quotidiennes.
En décembre, le colonel Goybet est nommé général de brigade.
La 25e division d'infanterie est affectée au printemps au secteur du Morthomme. Le général Goybet est appelé au commandement de la 157e division d'infanterie décimée près du Chemin des Dames. L'infanterie de la 157e est reconstituée avec le 333e régiment d'infanterie français additionné du 371e régiment d'infanterie américain ainsi que du 372e, composés tous deux d'Africains Américains. Cette Division est devenue la 157e Red Hand Division (Division main rouge).
La 157e occupe le secteur de la forêt d'Argonne - Vauquois côte 304, jusqu'au moment où elle est appelée à participer avec la IVe Armée à l'offensive générale en Champagne.
Le général Goybet, durant l'Offensive Meuse-Argonne, rompt le front ennemi devant Monthois, fait 600 prisonniers et s'empare d'un matériel considérable dont quinze canons, 150 mitrailleuses, vingt mortiers d'infanterie, du matériel de génie et des munitions d'artillerie, et abat trois avions. La 157e occupe ensuite les Vosges devant Sainte Marie les Mines. Il reçoit alors la Distinguished Service Medal au nom du Président des États-Unis, une nouvelle citation du général Gouraud.
Le général Goybet reçut la citation suivante :
« Commandement des forces américaines, Cabinet du cdt en chef :  Mon cher général, le président m'a délégué pour vous conférer la Distinguished Service Medal au nom du gouvernement des États-Unis. Comme commandant de la 157e DI,371 et 372e RI vous avez été l'un des facteurs importants de la victoire des allies par votre brillante conduite et votre haute technicité. Les officiers et les soldats de la 157e 371 et 372 RI considèrent comme un grand honneur d'avoir servi sous vos ordres dans les opérations que vous avez conduites en Champagne et dans les Vosges. Signé Général Persing ».

### Entre-deux guerres

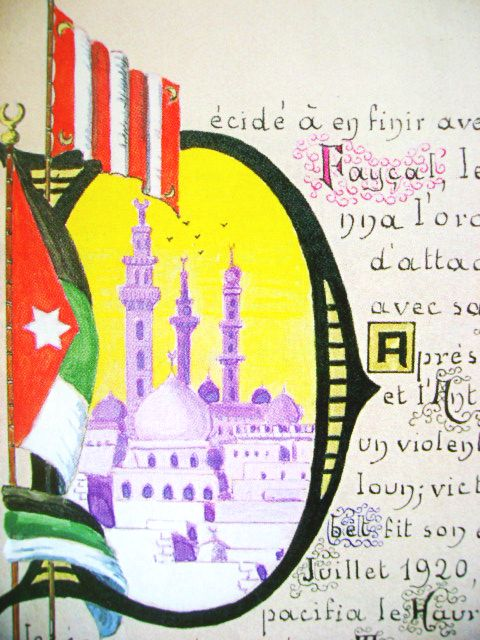
Damas Juillet 1920. Détail livre de famille de Mariano Goybet

Après l'armistice et la dissolution de la 157e division d'infanterie (France), le général Goybet est nommé par le général Auguste Édouard Hirschauer, gouverneur militaire de Strasbourg, comme général adjoint, commandant de la place. Il occupe ce poste de décembre 1918 à mars 1920.
Le général Gouraud, haut commissaire de la République française en Syrie, fait venir le général Goybet pour lui donner le commandement d'abord de la brigade mixte du littoral, puis de la 3e DI de l'Armée du Levant. Le 14 juillet 1920, le général Gouraud lance un ultimatum à Fayçal. Le 24 juillet 1920, la colonne française commandée par le général Goybet marche sur Damas.
Après avoir traversé le Liban et l'anti-Liban, la 3e DI livra un violent combat à Khan Mayssaloun ; victorieux, le général Goybet fit son entrée à Damas, le 25 juillet 1920 et déposa l'émir Fayçal. Il pacifia le Hauran révolté et exerça le commandement du territoire de Damas, jusqu'à sa mise au cadre de réserve, le 17 août 1921. Il reçoit une 5e citation à l'ordre de l'armée.
Le 30 juin 1923, il est nommé général de division du cadre de réserve.

## Retraite
A sa retraite il devient président des anciens combattants de la ville de Yenne où il meurt le 29 septembre 1943.

## Décorations

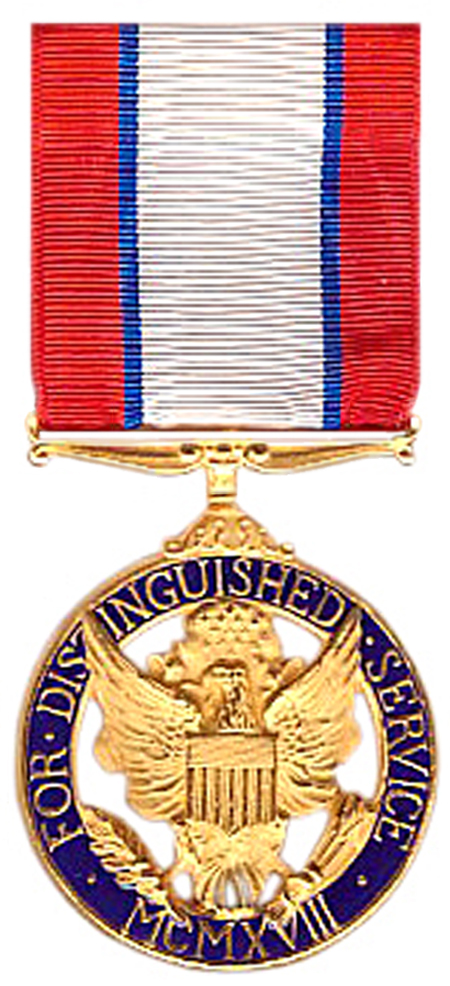
Distinghished service medal décernée à Mariano Goybet par le président des États-Unis pour sa conduite lors de la première guerre mondiale de la 157e Division qui comprenait les 371e et 372e R.I. US

- Grand officier de la Légion d'honneur (25 décembre 1935)[1]
  -  Commandeur de la Légion d'honneur (2 août 1920)
  -  Officier de la Légion d'honneur (28 octobre 1915)
  -  Chevalier de la Légion d'honneur (11 juillet 1902)
- Croix de guerre 1914–1918 (4 citations à l’ordre de l’armée)
- Croix de guerre des Théâtres d'opérations extérieurs (1 citation à l’ordre de l’armée)
- Médaille commémorative de la guerre 1914–1918
- Médaille commémorative de Syrie-Cilicie
- Insigne des blessés militaires
- Médaille interalliée de la Victoire
- Army Distinguished Service Medal (États-Unis)
- Ordre du Bain (GB)
- Croix d'or de l'ordre du Sauveur (Grèce)
- Chevalier de l'ordre du Nichan el Anouar
- Chevalier de l'ordre de la Couronne d'Italie
- Chevalier de l'ordre de Saint-Olaf (Norvège)
- Croix rouge de l'Ordre du mérite militaire d'Espagne
- Commandeur de l'ordre de l'Aigle blanc avec glaives (Yougoslavie)

## Publications
- Maysalûn, 1920 carnets de campagne du général Goybet : de Strasbourg à Damas, Historien-Conseil, 2019. Texte présenté par Hélène de Champchesne, docteur en histoire et maître de conférences à Sciences-Po, spécialiste de l’histoire de la Syrie contemporaine.
- Texte  de Mariano Goybet publié en exclusivité le 10/10/2008 par Henri Goybet tiré de l'oeuvre originale de son arrière grand père (avec 50 pages d'introduction et les enluminures de son livre de famille) qu'il possède, sur son site Famille du Chevalier Goybet en lien. Rubrique : De Strasbourg à la prise de Damas :carnet de campagne du général Mariano Goybet ancien commandant de la 3e Division de l'armée française du levant 1920-1921.